# Jodi Rutledge
Jodi Yvonne Rutledge (* 1962 in Winnipeg, Manitoba) ist ein kanadisches Model. Sie wurde 1983 zur Miss Canada gewählt.

## Leben
Rutledge arbeitete als freies Modell. Sie studierte Mode, Textil und Betriebswirtschaft an der University of Manitoba, wo sie 1980 und 1981 eine Auszeichnung für Modedesign erhielt. 1981 entwarf sie eine Uniform für das Manitoba-Team bei den Canada Games.
Rutledge nahm am Miss Canada Wettbewerb 1983 als Miss Manitoba teil und gewann den ersten Platz. Damit löste sie Karen Baldwin als kanadische Schönheitskönigin ab. Die Preise, die sie erhielt, waren ein Stipendium, ein Klavier, Kleidung und Kosmetik. In ihrer Amtszeit besuchte sie das Festival „Steam Era“. Sie vertrat Kanada bei den Miss Universe 1983, wo sie jedoch nicht ins Finale kam.
Rutledge arbeitete als TV-Moderatorin für den Fernsehsender CKX-TV und als Programmmanagerin von Craig Wireless.
Sie ist verheiratet mit Drew Craig dem CEO von Craig Wireless und hat drei Kinder.